# Бърдоква
Бърдоква (до 1934 г. – Кълъч Шарман) е малко село в Североизточна България. То се намира в община Исперих, област Разград. От 1934 г. селото носи сегашното си име.

## География
Намира се на 8 km южно от гр. Исперих. Разположено е около средата на Самуиловския рът, между Исперихския рът и Хърсовския рът.
Най-високата точка в населеното място е в югозападния край, разположена на 310 m надморска височина, а най-ниската – в североизточния край, на 270 m надморска височина.
В североизточния край се намират два кладенеца с налична вода, която лятно време се ползва за поливни нужди.

## История
Селото възниква през XV – XVI век, като първоначално е обитавано от около 10 семейства овцевъди. За пръв път името Шарман се споменава в османските документи през 1536 г. в документите на джелепкешаните.
С. Бърдоква влиза в състава на община с. Богданци от 1883 г. до 1890 г., в състава на община с. Голям Поровец от 1890 г. до 1934 г., а след 1934 г. в състава на община с. Лудогорци.
Непосредствено след 9 септември 1944 г. в селото е учредена Първична партийна организация. На 12 декември 1948 г. е образувано трудовокооперативно земеделско стопанство ТКЗС „Васил Тинчев“ – с. Бърдоква. През 1951 г. към стопанството е създадена партийна организация и през периода 1951 – 1957 г. едновременно съществуват две партийни организации – териториална и тази при кооперативното стопанство, които се обединяват през 1957 г.
През 1958 г. ТКЗС „Васил Тинчев“, с. Бърдоква се влива в ОТКЗС „Г.Димитров“, с. Лудогорци, която се влива в АПК „Път към Комунизма“, гр. Исперих през 1970 г.
На 6 април 1940 г. е учредена Потребителна кооперация „Надежда“, с. Бърдоква. През 1953 г. тя се влива в ПК „Пробуда“ с. Лудогорци, която се влива в РПК „Наркооп“, гр. Исперих през 1982 г.

## Културни и природни забележителности
- През 1927 г. е основано Народно читалище „Васил Левски“. Една от основните дейности на читалището е библиотечната. Към края на 1965 г. читалищната библиотека разполага с 2640 тома, читателите са 100, а в края на 1981 г. – с над 5000 тома и читателите се увеличават на 130. Още от основаването си читалището започва да развива театрална самодейност. През 1965 – 1966 г. с пиесите „Един ден жена“, „Златка, златното момиче“ и „Три сестри“ колективът става общински първенец. През 1979 г. към читалището се изгражда илюзионен състав с ръководител Румен Радев. Съставът редовно изнася спектакли в много селища от окръга. Ръководители на лекционната дейност са Незабравка Асенова, Божанка Иванова и Силвия Давидова. Изнесени са голям брой лекции, сред които: „Отглеждане на малкото дете и кърмаче“, „Семейство и училище“ и др. На събиранията се обсъждат интересни книги и др.[2]
- Народно първоначално училище „Кирил и Методий“ – с. Бърдоква, Исперихско 1941 – 1944.[2]
- Народно основно училище „Кирил и Методий“ – с. Бърдоква, Разградско (1950 – 1970). Закрито през 1970 г.[2]
- Начално училище „П.Р.Славейков“. (закрито).[2]
- Целодневна детска градина „Ивайло“. (закрита).

## Известни личности
- Ахмед Али – дългогодишен водещ на предаване на турски език по БНР
- Тимур Ахмед Али – водещ на новините по БНТ на турски език.